# Maarten Tjallingii
Maarten Tjallingii (Ljouwert, 5 de novembre de 1977) és un exciclista neerlandès, professional des del 2003 fins al 2016.
En el seu palmarès destaquen les victòries a la Volta a Bèlgica de 2006 i a la Volta al llac Qinghai del mateix any.

## Palmarès
- 2001
  - Vencedor d'una etapa del Tour de Faso
- 2003
  - 1r al Tour de Faso i vencedor d'una etapa
  - 1r a la Rund um Rhede
- 2006
  - 1r a la Volta a Bèlgica i vencedor d'una etapa
  - 1r a la Volta al llac Qinghai i vencedor d'una etapa
- 2013
  - Vencedor d'una etapa del World Ports Classic

### Resultats al Tour de França
- 2010. 132è de la classificació general
- 2011. 99è de la classificació general
- 2012. No surt (4a etapa)

### Resultats a la Volta a Espanya
- 2008. 58è de la classificació general
- 2014. 137è de la classificació general
- 2015. No surt (19a etapa)

### Resultats al Giro d'Itàlia
- 2009. 100è de la classificació general
- 2013. 131è de la classificació general
- 2014. 92è de la classificació general
- 2015. 119è de la classificació general
- 2016. 124è de la classificació general